# Kanzel (Dorfen, Icking)

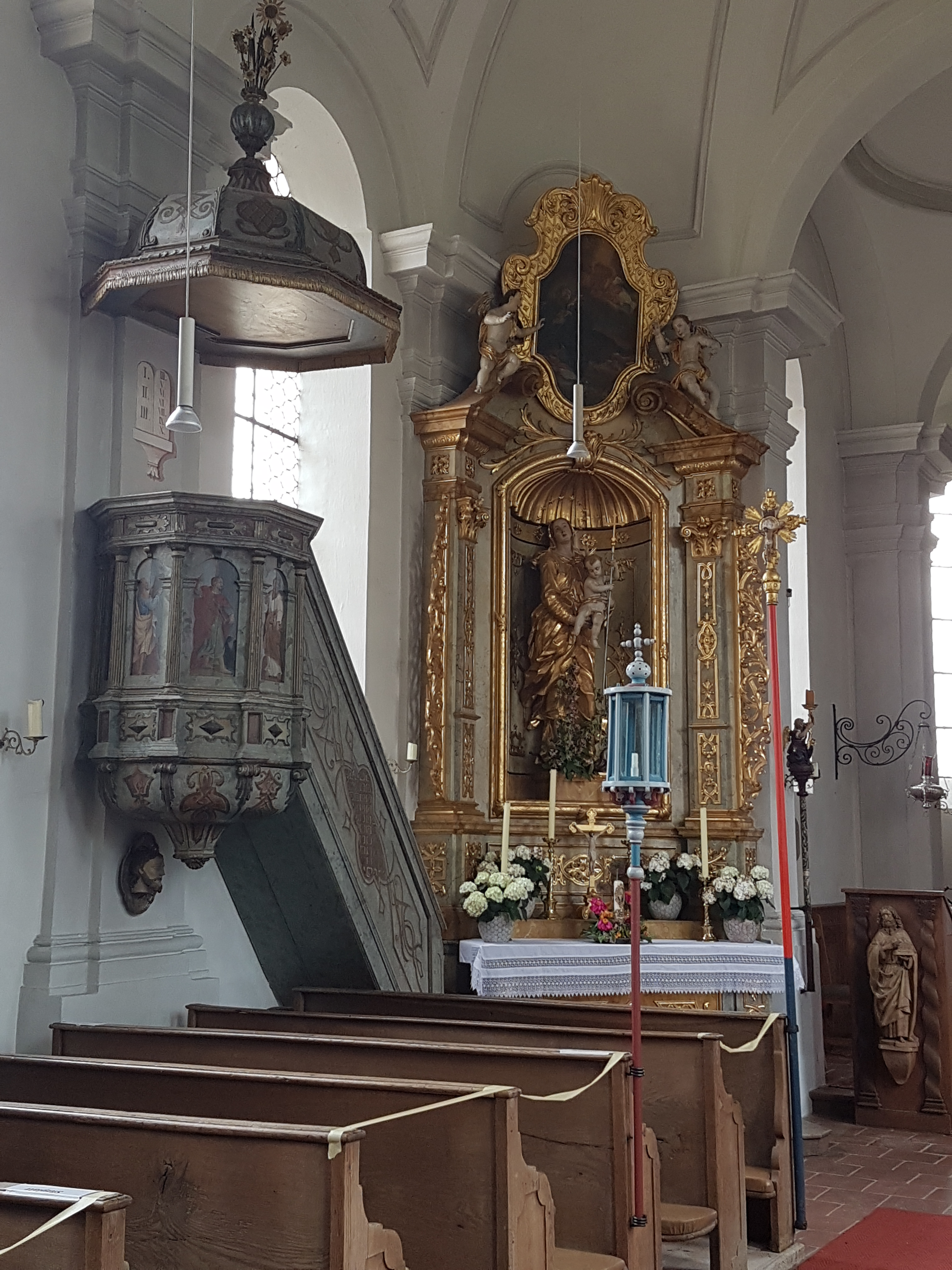
Kanzel in Dorfen

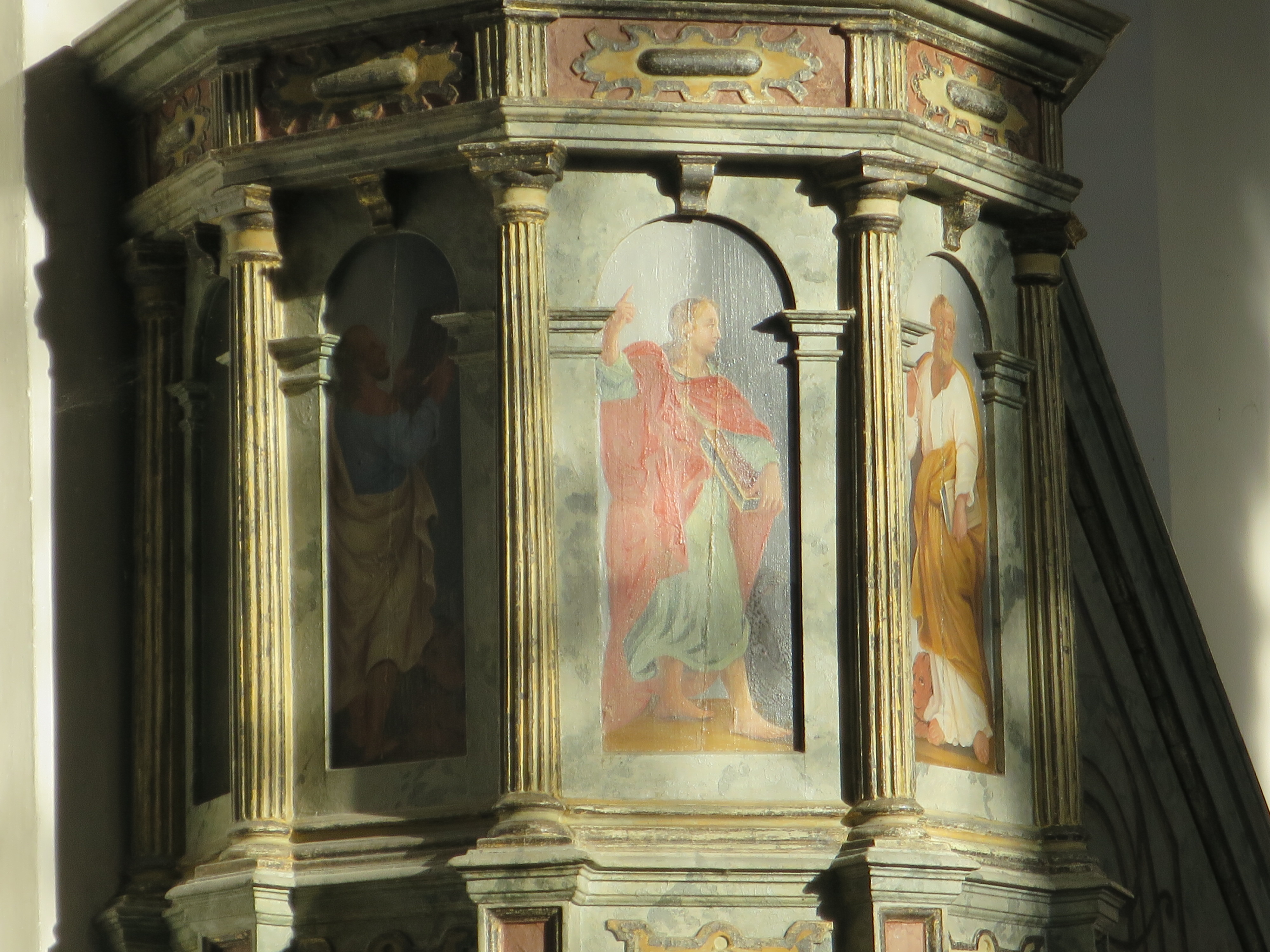
Bilder der Evangelisten am Kanzelkorb

Die Kanzel in der katholischen Filialkirche St. Johannes Baptist in Dorfen, einem Gemeindeteil von Icking im oberbayerischen Landkreis Bad Tölz-Wolfratshausen, wurde Anfang des 17. Jahrhunderts geschaffen. Die Kanzel ist ein Teil der als Baudenkmal geschützten Kirchenausstattung.
Die hölzerne Kanzel im Stil des Barocks besitzt einen Kanzelkorb, der 1730 von Philipp Guglhör mit den Bildern der Evangelisten geschmückt wurde. 
Der sechseckige Schalldeckel mit Gesims wird von einer Blumenvase bekrönt, an der Unterseite ist die Heiliggeisttaube zu sehen.
Auf der Rückwand befinden sich die Gesetzestafeln.